# Panti (drag queen)
Rory O'Neill, más conocido por su nombre artístico, Panti o Panti Bliss, es una drag queen y activista a favor de los derechos de gay de Ballinrobe (Condado de Mayo) en Irlanda. ‹Panti› es un diminutivo para ‹Pandora Panti Bliss›.

## Primeros años
O'Neill creció en Ballinrobe, en el Condado de Mayo, y fue a universidad de arte en Dún Laoghaire. A pesar de haberse criado católico, O'Neill es ateo. O'Neill discutió con Aoibhinn Ní Shúilleabháin sobre su diagnóstico VIH positivo en 1995 en la serie Aoibhinn and Company de RTÉ Radio 1.

## Carrera
Panti es considerada la drag queen más importante de Irlanda. De 1996 a 2012, Panti fue la presentadora del concurso de belleza anual del Miss Irlanda Alternativo. En 1994, Panti bailó sobre el escenario con Cyndi Lauper en Japón, en su gira Twelve Deadly Cyns.
En 1990 colaboró en el paso de comedia «Seán The Transvestite Farmer» para el programa de RTÉ Nighthawks. Panti presenta habitualmente las celebraciones del Orgullo Gay de Dublín. Durante muchos años también presentó semanalmente un espectáculo de karaoke, The Casting Couch, en el bar The Front Lounge, en Dublín. Ocasionalmente también actúa en el espectáculo semanal de drag queens Bingo en el Shirley Temple Bar.
El 30 de noviembre de 2007 Panti inauguró su propio bar, el llamado Pantibar, en Dublín.
O'Neill, y su alter ego Panti, fueron objeto de un documental sobre sus primeros años, las circunstancias que rodearon sus comentarios sobre la homofobia (véase siguiente sección) y el papel de Panti en la exitosa campaña a favor del matrimonio homosexual en Irlanda. Rodado durante varios años, el documental fue dirigido por Conor Horgan. The Queen of Ireland se preestrenó el 21 de octubre de 2015, seguido por su estreno en los cines de Irlanda el 23 de octubre.

## Comentarios sobre homofobia en RTÉ
El 11 de enero de 2014, O'Neill, invitado en el programa The Saturday Night Show de RTÉ, con Brendan O'Connor, discutió con él sobre la homofobia, afirmando que algunas personas dentro del periodismo irlandés eran homófobos.
Las personas mencionadas amenazaron a la RTÉ y a O'Neill con presentar una denuncia. En consecuencia, RTÉ eliminó la sección con la entrevista de su archivo en línea. En el episodio del 25 de enero del Saturday Night Show, O'Connor presentó unas disculpas en nombre de RTÉ a las personas mencionadas por O'Neill en la entrevista realizada dos semanas antes. RTÉ de hecho pagó dinero a aquellos nombrados por O'Neill. Los pagos fueron discutidos más tarde por los miembros del Parlamento de Irlanda. El incidente también fue discutido en el Parlamento Europeo. con el parlamentario irlandés Paul Murphy calificando el pago como «un ataque real a la libertad de expresión» y afirmando que «cuando John Waters dice que el matrimonio gay es ‹un tipo de sátira›, eso es homofobia. Cuando Breda O’Brien dice ‹la igualdad debe tener un rango secundario frente al bien común›, eso es homofobia. Cuando el Iona Institute hace campaña en contra del matrimonio gay por que es matrimonio gay, eso es homofobia.» El director de RTÉ defendió el pago de 85 000 €, afirmando que evitó el pago de mucho más dinero a largo plazo.
El 1 de febrero de 2014, O'Neill (en su personaje de Panti), dio un discurso Noble Call en el teatro Abbey en respuesta a los acontecimientos que rodearon la controversia de RTÉ, que generó 200 000 visitas en dos días. En marzo de 2014 el vídeo ya tenía más de 600 000 visitas. Fue descrito como «el discurso irlandés más elocuente» en casi 200 años por Fintan O'Toole y consiguió el apoyo de Dan Savage, RuPaul, Graham Norton, Stephen Fry, Madonna y otros. Se vendieron camisetas con «Estoy en el equipo de Panti» en una venta de beneficencia para BeLonG To Youth Services, consiguiendo más de 10 000 €. En marzo de 2014, la banda de pop electrónico inglesa Pet Shop Boys editó el discurso entremezclado con su música con el título Oppressive (The Best Gay Possible), que siguieron con una mezcla lenta (slow mix) de la pista y un vídeo acompañándolo que mostraba un montaje de escenas homofobas.

## Teatro
- 2005 Spurt! Sister! Spurt! como «Madame».
- 2007 In These Shoes?, escrito y representado por Panti.
- 2007 All Dolled Up, escrito y representado por Panti.
- 2009  A Woman In Progress, escrito y representado por Panti.
- 2014 High Heels in Low Places, escrito y representado por Panti.

## Medios de comunicación

### Cine
- 2015 The Queen of Ireland.

### Televisión
- 1998 The Maury Povich Show, como Panti (un episodio: «Turn My Daughter Back Into My Son»).
- 2008 The Clinic como Dusty Mulberry (un episodio).
- 2008  Raw como Panti (un episodio).
- 2014  The Mario Rosenstock Christmas Special como Panti.
- 2014 The Saturday Night Show.

### Radio
- 2011 Ireland's Karaoke Klassics, 2FM, copresentador, como Panti, con Arveen.
- 2014 Sunday Breakfast With Dee Reddy, Phantom FM como colaborador invitado.
- 2016 Pantisocracy en RTÉ Radio 1 en una serie de cuatro entrevistas con Panti como entrevistadora.

### Música
Rory O'Neill, más conocido por su nombre artístico, Panti o Panti Bliss, es una drag queen y activista a favor de los derechos de gay de Ballinrobe (Condado de Mayo) en Irlanda.
- 2014 «Oppression» de Out!rage con la colaboración de Panti Bliss, editado para BeLonG To
- 2014 «The Best Gay Possible - Oppressive Dance Mix» de los Pet Shop Boys incluye el discurso de Panti en el teatro Abbey.

### Libros
- Woman in the Making: A memoir, Rory O'Neill, 2014, Hachette Books Irlanda.

## Premios
- Ganador de ‹Hombre de negocios del año› – Gay and Lesbian Awards 2009
- Ganador de ‹Mejor entrada de blog› – Irish Blog Awards 2010
- Premio especial al editor de Attitude - Attitude Magagzine Awards 2014
- Premio por la contribución a la sociedad irlandesa - People of the Year Awards 2014
- Premio James Joyce - Presentado por la Literary and Historical society del University College Dublin
- Trinity College Dublin, título honorario - O'Neill fue premiado con un título honorario del Trinity College (Dublín) por sus contribuciones a los derechos LGBT y al matrimonio gay.